# Tras del Alto
Tras del Alto es una de las 10 veredas que conforman la zona rural de la ciudad colombiana de Tunja. Su nombre data de épocas coloniales y denominaba la región que quedaba detrás del Alto de San Lázaro.

## Geografía
La vereda Tras del Alto está ubicada en la parte centro occidental del municipio. Limita por el norte con el Municipio de Motavita, por el sur-este con el límite urbano: Comuna 4 y vereda El Porvenir, por el sur con las vereda del Porvenir y La Esperanza. Por el este, con el Municipio de Cucaita.

## Demografía
Es la vereda más poblada de la ciudad (1370 habitantes) predomina la población masculina en un 57%. El 71% cuenta con educación primaria y el 29% educación secundaria. La población que integra esta vereda, en su totalidad está conformada por migrantes provenientes en un 52% del municipio de Motavita, 12% de las veredas Chorroblanco, 12% de Runta, 12% del municipio de Samacá y del espacio urbano de Tunja el 12%.
El 70% de los migrantes compraron lote con el propósito de asentarse, el 30% encontró trabajo y se estableció allí. El promedio de años que esta población lleva viviendo en la vereda es de 13; el 80% es propietaria.

## Servicios públicos
El 70% de las viviendas de esta vereda cuenta con los servicios de energía y acueducto, pero no con alcantarillado y servicio telefónico, y el 73% de estos han cambiado su uso a mixto y ahora funcionan como tiendas.